# Вайтерсбург
Вайтерсбург (нем. Weitersburg) — община в Германии, в земле Рейнланд-Пфальц.
Входит в состав района Майен-Кобленц. Подчиняется управлению Фаллендар. Население составляет 2275 человек (на 31 декабря 2010 года). Занимает площадь 6,62 км².